# Terrômetro
Terrômetro é um medidor de resistência de terra, que pode ser usado tanto para medição de resistência de aterramento como para medição das tensões espúrias geradas pelas correntes parasitas no solo.
Entre as aplicações mais comuns do terrômetro, podemos destacar a medição de resistência de terra em indústrias, edifícios, residências, pára raios, antenas e sub-estações, permitindo avaliar a qualidade de um sistema de aterramento. O terrômetro ou telurimetro, serve para medir resistência do solo. Um exemplo disto é sua utilização para medir sistema de para-ráios. Quanto menor a resistência encontrada, maior é a dissipação da descarga atmosférica no solo. Existe uma saída de energia do aparelho, a qual é fixada no ponto de aterramento a ser medido. Duas outras saídas são conectadas em eletrodos introduzidos no solo. A leitura obtida deste processo é a resistência encontrada. Há vários modelos, cada qual com sua especificação.